# Kruczki (Białoruś)
Kruczki (biał. Кручкі, ros. Крючки, Kriuczki) – chutor na Białorusi, w obwodzie witebskim, w rejonie miorskim, w sielsowiecie Miory. W 2019 liczył 1 mieszkańca.